# Gillershof
Gillershof – część miasta Leżajsk, do 1937 samodzielna wieś. Leży na południe od obecnego centrum miasta, wzdłuż ul. Stanisława Moniuszki.

## Historia
Gillershof był kiedyś odrębną niemiecką osadą założoną w związku z józefińską akcją kolonizacyjną w 1787 roku i zamieszkaną przez katolików i ewangelików. Należał do gminy zbiorowej i parafii Giedlarowa. Stoją tu jeszcze domy i budynki gospodarcze oraz spichlerze z XIX wieku (na jednym z nich widnieje napis 1867), natomiast nie ma już kościoła protestanckiego.
Do 1934 Gillershof stanowił gminę jednostkową w powiecie łańcuckim, za II RP w woј. lwowskim. W 1921 roku gmina liczyła 158 mieszkańców. W 1934 w nowo utworzonej zbiorowej gminie Giedlarowa, gdzie utworzył gromadę. 14 kwietnia 1935 roku mieszkańcy wysłali petycję do Ministerstwa Spraw Wewnętrznych o przyłączenie do Leżajska, do czego doszło 1 kwietnia 1937.